# KUKA Roboter
Kuka Roboter er en af verdens førende producenter af industrielle robotter og automatisering. Kuka Roboter GmbH har over 20 datterselskaber over hele verden, primært salg og service kontorer herunder i USA, Mexico, Brasilien, Japan, Kina, Korea, Taiwan og Indien og næsten I alle europæiske lande.
Firmanavnet Kuka er en forkortelse for Keller und Knappich Augsburg. Kuka er også et registreret varemærke af industrielle robotter og andre produkter til virksomheden.
I 1973 byggede Kuka verdens første industrielle robot med seks elektromekaniske drevne akser, der er kendt som Famulus.
Indtil 2006 har Kuka Roboter GmbH og dets datterselskaber installeret cirka 80.000 robotter og har en førende position på verdensmarkedet for industrielle robotter.
Kuka’s industrielle robotter bruges især til materiale bearbejdning, håndtering, lastning og losning af maskiner, palling, spot svejsning og afskærmet gas svejsning i en række industrier,
fra bilindustrien og metal, til fødevare og kunstoffnæringer. Kuka’s industrielle robotter bruges i produktionen af GM, Chrysler, Ford, Porsche, BMW, Audi, Mercedes-Benz Volkswagen, Ferrari, Harley-Davidson, Boeing, Siemens, IKEA, Swarovski, Wal-Mart , Nestlé, [[[Budweiser (Anheuser-Busch)|Budweiser]], BSN Medical samt Coca-Cola og andre virksomheder.

## Historie
Virksomheden blev grundlagt i 1898 af Johann Josef Keller og Jakob Knappich i Augsburg. Deres fokus var oprindeligt på hjemmemarkedet og den kommunale belysning, men snart også på andre ting (svejsning værktøjer og udstyr, større container) til det endelig udviklet sig til den førende på markedet i kommunale køretøjer i Europa i 1966. I 1973 blev verdens første industrirobot Famulus udviklet. Virksomheden er en del af Quandt gruppen, men Quandt familien trak sig tilbage i 1980, og der opstod et aktieselskab. I dag koncentrerer sig KUKA om avancerede løsninger til automatisering af industrielle produktionsprocesser. I 1995 det var opdelt i Kuka Roboter GmbH og Kuka Schweißanlagen GmbH (nu Kuka Systems GmbH). Virksomheden er en del af KUKA AG (tidligere IWKA Group).

## System Information
Roboten er udstyret med et kontrolpanel med integreret 6D mus og en skærmopløsning på 640 x 480 pixels, med denne skærm kontrollerer og bevæger man apparatet og gemme positioner (TouchUp), proces-moduler, funktioner eller processer datalisterne.
Håndtering af nye procedurer og operationer af akserne skal bekræftes med en omskifter på bagsiden af panelet (KUKAControlPanel (KCP)), hvilket også tjener som en panik funktion. Forbindelsen til kontrolleren går via et VGA-interface og en CAN-bus.
I styringsskabet er en industri-pc, som kommunikerer med robottesystemt over et MFC kort. Kontrolsignaler sendes mellem roboten og kontrolsystemet med en såkaldt DSE-RDW forbindelse. Disse DSE-kortene er i styringskabet, mens RDW-kort er i Robotsokkelen.
Operativsystemet til de ældre KRC1 blev leveret med Windows 95, som kørte på en vxworksbasert software. Til eksterne enheder tilhører en cd-rom og et diskettedrev og en valgfri port til Ethernet, PROFIBUS, Interbus, DeviceNet eller ASI.
Den nuværende KRC2 er leveret Windows XP.
Til eksterne enheder inkluderer et cd-rom-drev og USB-porter, en Ethernet-port og valgfrie grænsesnitt til Profibus, Interbus, DeviceNet eller PROFINET.
Factory farvene de fleste robotter er leveret med er orange (RAL 2003) og sort.

## Eksempler på brugen af Kuka Roboter
Kuka industrielle robotter er blevet anvendt i en række Hollywood film. I James Bond filmen Die Another Day blev robotter brugt, da de indspillede "ispalads" scenen på Island. Halle Berry blev i filmen truet af automatiske robotter med farlige laserstråler. Denne scene betragtes som en hyldest til filmen Goldfinger hvor laser blev brugt første gang. I filmen Da Vinci Mysteriet overrækker en Kuka robot Tom Hanks en container med kryptex i banken.
Kuka robotter optræder også i filmen Lara Croft Tomb Raider: The Cradle of Life (2003) og Thunderbirds (2005).
Kuka tilbyder også en version til brug i forlystelsesparker, kaldet Robocoaster.
- Næringsmiddelsindustrien: Pakning af brød på palle
- Byggindustri: Skæring af stålelementer
- Glassindustrie: Transport af fladglas
- Støbeautomatisering med varmeresistent robotarm

## Interessante Fakta
Kuka industrielle robotter er blevet anvendt i en række Hollywood film. I James Bond filmen Die Another Day blev robotter brugt, da de indspillede "ispalads" scenen på Island. Halle Berry blev i filmen truet af automatiske robotter med farlige laserstråler. Denne scene betragtes som en hyldest til filmen Goldfinger hvor laser blev brugt første gang. I filmen Da Vinci Mysteriet overrækker en Kuka robot Tom Hanks en container med kryptex i banken. Kuka robotter optræder også i filmen Lara Croft Tomb Raider: The Cradle of Life (2003) og Thunderbirds (2005). Kuka tilbyder også en version til brug i forlystelsesparker, kaldet Robocoaster.